# Нікос Патерас
Нікос Патерас (грец. Νίκος Πατέρας, 1963, Афіни) — грецький магнат-судновланик, один з основних акціонерів та президент футбольного клубу «Панатінаїкос».

## Біографічні відомості
Нікос Патерас народився 1963 року в Афінах. Судновласник у сьомому поколінні, походить із однієї з найдавніших грецьких династій судновласників Патерас, які виводять своє коріння з невеликого острова в Егейському морі Інуссес, розташованому поблизу Хіоса. Закінчив школу в Афінах. Вищу освіту здобув у Лондонській політехніці, спеціалізація — судноплавство.
В період 1986—1992 Нікос працював в компанії Pateras Brothers Ltd., яку заснував його батько Діамантіс Патерас (народився 1933 року) та дядько Іоанніс Патерас (1931—2000). 1992 року у віці 29 років заснував свою власну компанію Pacific & Atlantic Corporation, яка базувалась на узбережжі Мьяулі в Піреї. Первісно компанія володіла 6 кораблями та контейнером. До 1999 року флот Pacific & Atlantic нараховував вже 27 суден. Того самого року компанія розмістила свої акції на Нью-Йоркській фондовій біржі загальною вартістю 150 млн доларів. Річний дохід компанії склав 50 млн доларів, а управління компанією із багатьма відділеннями здійснювало лише 35 осіб.
Нині Нікос Патерас залишається власником компанії Pacific & Atlantic та одного з найбільших флотів Греції у понад 50 суден. Володіє також кількома ЗМІ, має частку бізнесу у банківській сфері. Близький товариш Дори Бакоянні, колишнього міністра закордонних справ Греції, дочки Константіноса Міцотакіса.
Крім того Нікос Патерас — один з основних акціонерів футбольного клубу «Панатінаїкос». Влітку 2008 року він замінив Янніса Вардиноянніса на посаді президента клубу. Із діяльністю Патераса на цій посаді пов'язаний підйом та тривалий період успіху команди. Однак в березні 2010 року він оголосив про відставку, хоча повернувся до управління клубом за 3 місяці. Нова криза спіткала «Панатінаїкос», коли 20 грудня 2010 року Патерас вдруге подав у відставку